# Secqueville-en-Bessin
Secqueville-en-Bessin är en kommun i departementet Calvados i regionen Normandie i norra Frankrike. Kommunen ligger i kantonen Creully som ligger i arrondissementet Caen. År 2018 hade Secqueville-en-Bessin 413 invånare.

## Befolkningsutveckling
Antalet invånare i kommunen Secqueville-en-Bessin
Referens:INSEE